# Adăpost pentru porumbei

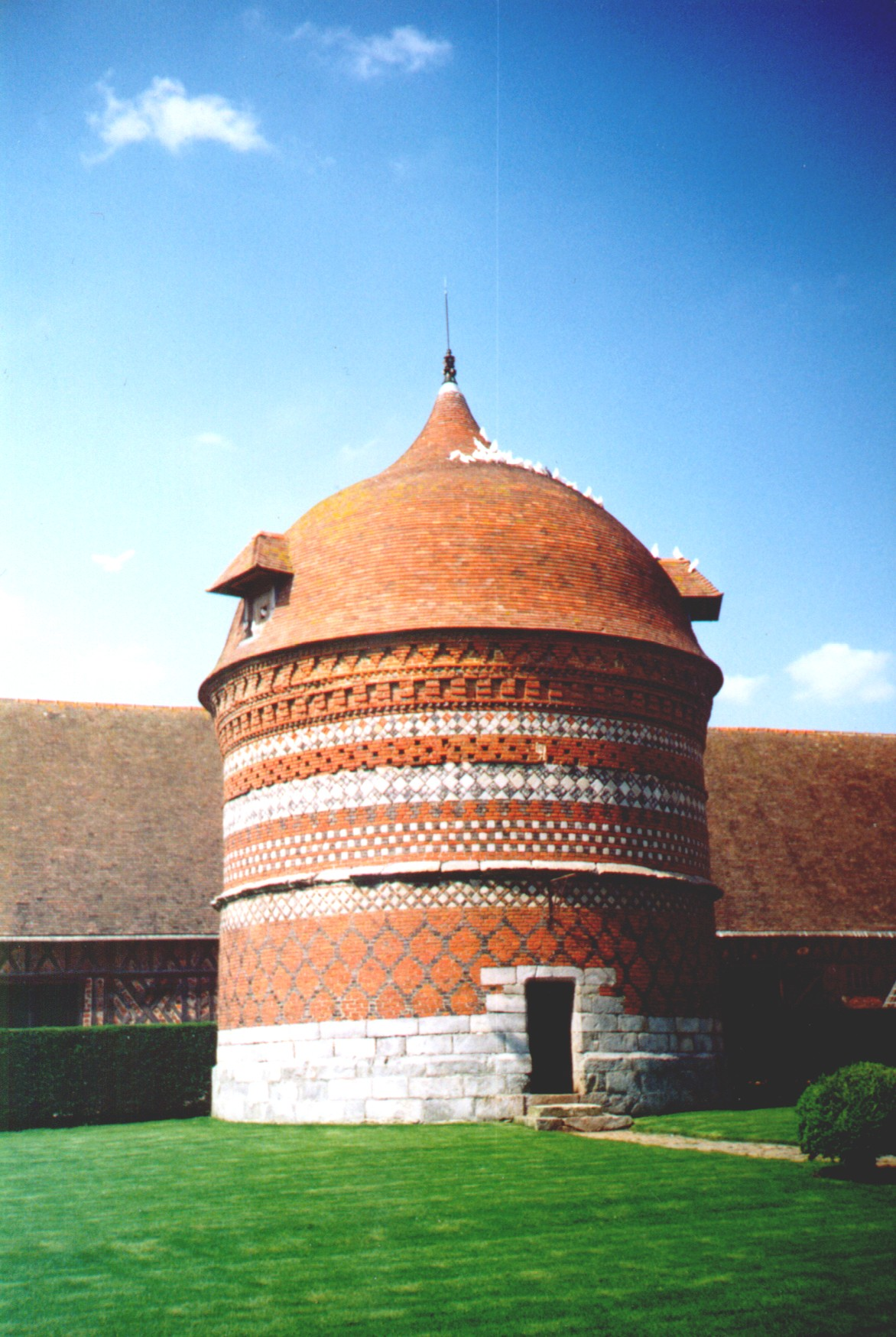
Hulubărie în Manoir d'Ango, lângă Dieppe

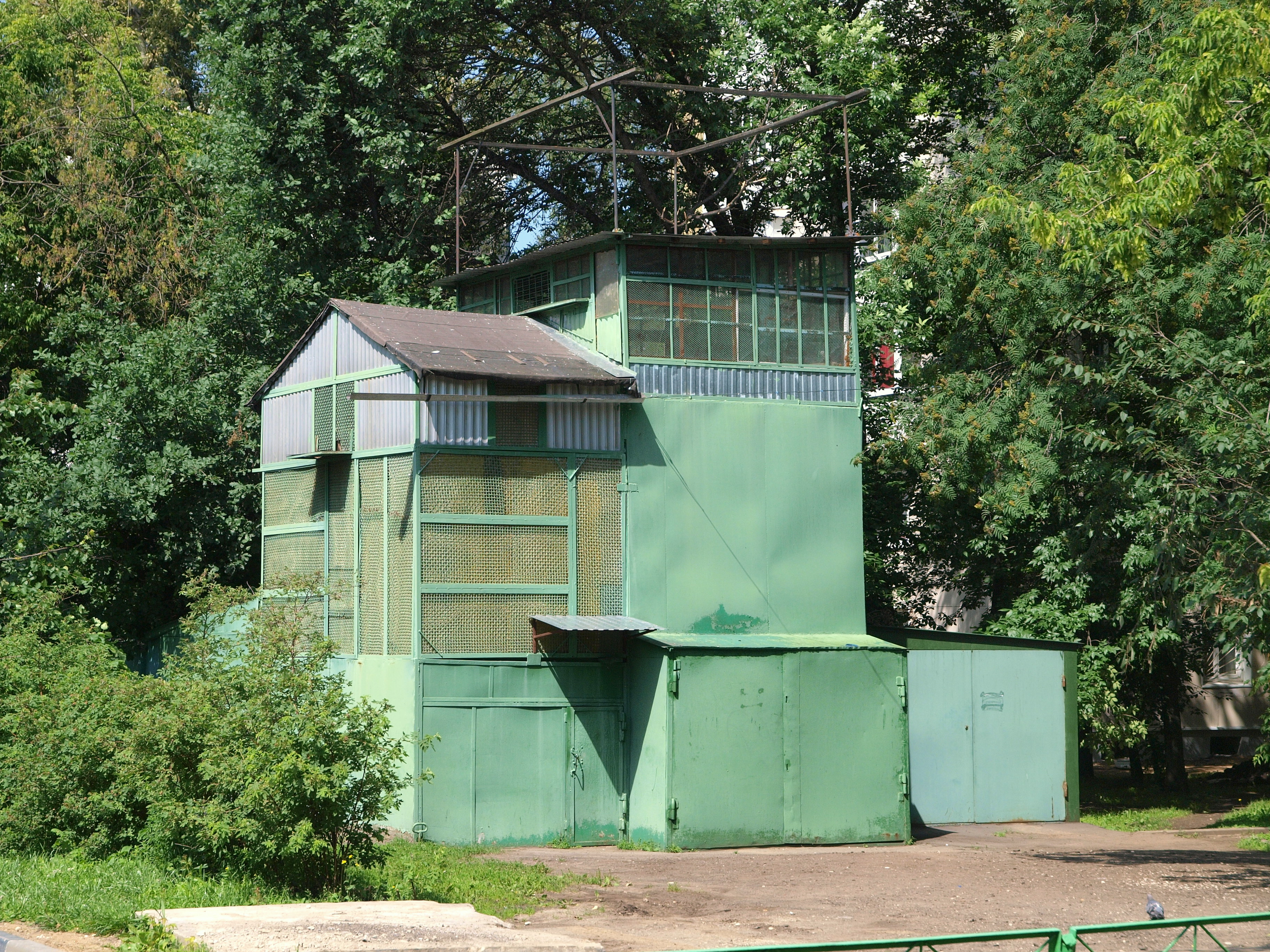
Hulubărie în Moscova

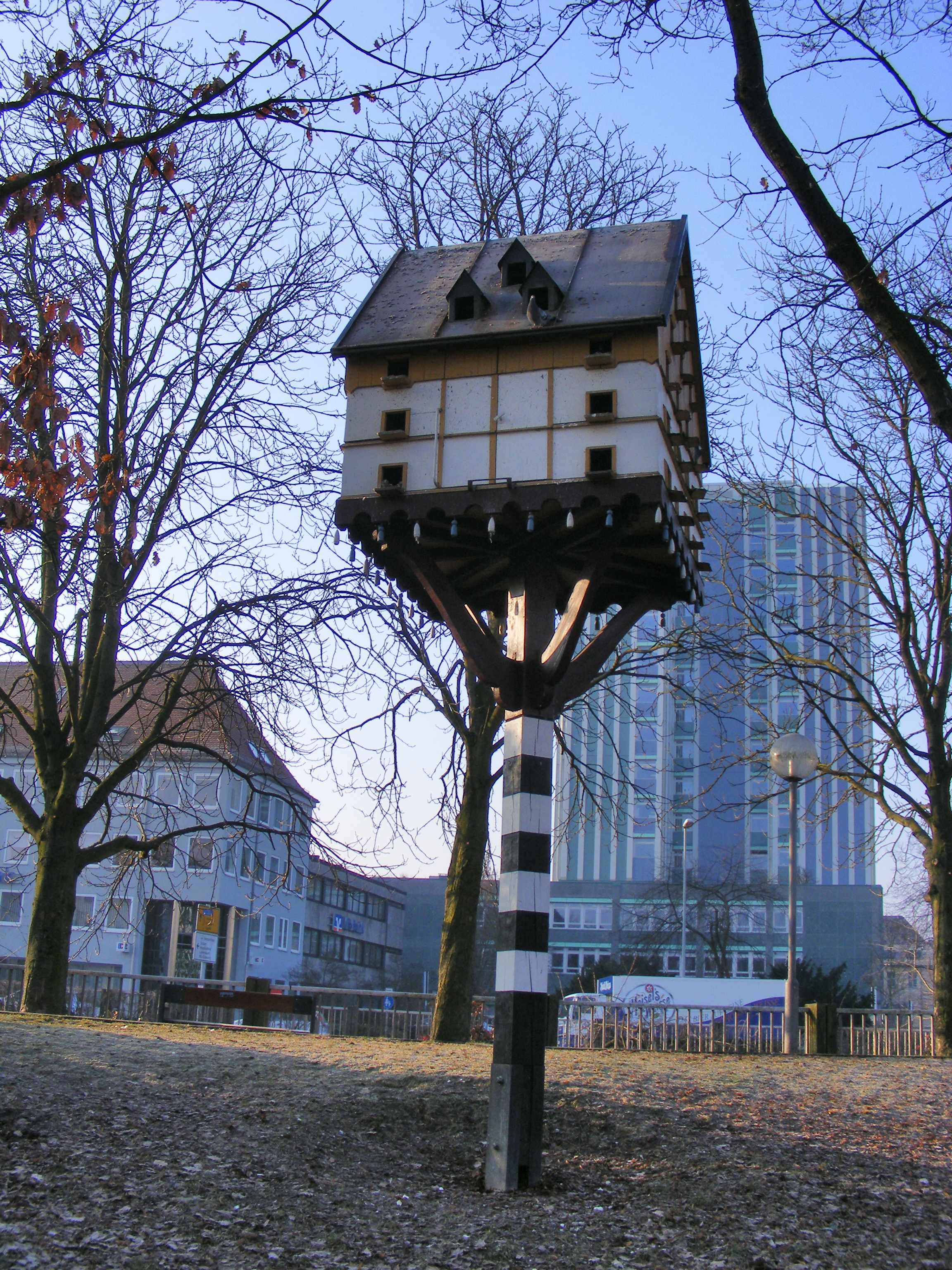

Porumbeii sunt ținuți în porumbare sau hulubării: cuiburi simple de scândură sau cotețe prinse de zidurile casei sub streașină, amenajate pentru una sau mai multe perechi de porumbei, cu compartimente separate pentru fiecare pereche și cu o ieșire. În țările mediteraneene, porumbarele –clădite în formă de turn, adăpostesc sute sau chiar mii de porumbei. În Franța și Italia, turnurile-porumbare sunt construite din cărămizi, iar în Egipt din nuiele și lut sau chiar chirpici.
Porumbeii de rasă sunt crescuți în porumbare special amenajate în podul caselor, sau în porumbării construite în grădini sau curți, numite porumbare-voliere. Porumbăria așezată cu fața spre nord este friguroasă, cea mai bună așezare fiind spre est sau sud-est, deoarece permite pătrunderea razelor solare în interior aproape tot timpul zilei.
Porumbăria trebuie să aibă pardoseală din pământ, scânduri sau cărămizi, pereții din cărămizi, chirpici sau scânduri, iar acoperișul din carton gudronat, țiglă sau tablă. Compartimentele se despart prin pereți de scânduri, carton gudronat sau plasă de sârmă. Ieșirea se face prin fereastră de zbor, așezată pe partea însorită și prevăzută cu o scândură de zbor, cu o ușă automată și cu o cușcă de prindere, care poate fi așa de mare, încât să servească drept volieră pentru baia de soare a porumbeilor în timpul când aceștia nu sunt liberi.
În cazul porumbeilor de agrement, interiorul porumbarelor se împarte în două părți: un compartiment pentru porumbeii de prăsilă și altul pentru tineret. În cazul porumbeilor de zbor, porumbarul este compartimentat în trei încăperi și anume, pe lângă cele două încăperi sus-menționate, una este rezervată stolului de zbor. Alături de porumbărie și despărțit de ea se instalează un volier special pentru porumbeii bolnavi.
În porumbare se construiesc locuri de odihnă pentru porumbei sub formă de scânduri de dormit și bețe de odihnă, iar în compartimentul porumbeilor de prăsilă și boxe de împerechere și de clocit. Boxele de împerechere reprezintă lădițe lungi de un metru, largi și înalte de 60 x 60 cm, la mijloc și în față pereți din plasă de sârmă. Peretele din mijloc e demontabil, iar cel din față are ușițe tot din plasă de sârmă.
Boxele de clocit au forma unor cutii, construite din plasă de sârmă, șipci de lemn și pardosite cu scânduri. Mărimea lor variază în funcție de mărimea raselor de porumbei care le vor ocupa, între 70 x 70 x 40 = 50 cm și 120 x 80 x 60 cm. În fiecare boxă de clocit se construiesc două cuiburi pentru fiecare pereche de porumbei de prăsilă, în scopul asigurării unei clociri și creșteri consecutive a puilor. Boxele astfel construite în compartimentul porumbeilor de prăsilă sunt așezate una lângă alta, suprapuse și ridicate deasupra pardoselei cu 20 cm.
Rasele de zbor se cresc în libertate, iar cele de carne și de agrement în voliere instalate în fața porumbarului sau a boxelor de clocit, făcute din plasă de sârmă prinsă de un cadru metallic sau din șipci de lemn, închise din toate părțile, având o capacitate de aer suficientă numărului de porumbei care vor fi crescuți în ele. Pentru fiecare porumbel se socotește un metru cub de aer. Voliera are o ușă prin care intră îngrijitorul. În interiorul ei se găsesc: alimentatorul, adăpătoarea, bazinul de făcut baie, lădiță cu nisip și substanțe minerale, precum și scândurile sau șipcile pe care se așează porumbeii din zbor.
Pentru rasele mai delicate se întrebuințează metoda boxelor izolate, complet închise, numai cu o mică ușă de intrare pentru porumbei si cu partea de sus demontabilă, pentru a putea fi introduse cuibarele și pentru curățarea ă dezinfectarea boxei.
Pentru creșterea pe scară commercial a porumbeilor de carne se utilizează porumbare-șoproane acoperite complet sau numai pe jumătate, închise lateral cu scânduri, cu uși pentru porumbei și personal de serviciu, iar în față cu voliere din sârmă cadrilată. Pereții din fund sunt acoperiți cu boxele de clocit de 40 cm lungime, 40cm lățime și 30 înălțime, câte două pentru fiecare pereche. Pentru a evita umezeala și pătrunderea șobolanilor, pardoseala se construiește la 40-50 cm deasupra nivelului solului. Porumbarele-șoproane sunt înșirate pe rânduri, prevăzute cu un apeduct propriu, legat de puțul sau turnul de apă motor al crescătoriei. În Statele Unite ale Americii se găsesc crescătorii–uzine care produc și prelucrează anual zeci de mii de pui de porumbel de carne.
În boxele de clocit sau în căsuțele pentru cuiburi se așează cuibarele sau cuiburile, făcute din cutii mici de lemn, având 6-8cm înălțime, 16-25 cm lățime și 16-25 cm lungime. Cuiburile pot fi făcute în formă de strachină, dintr-un amestec de gips, ciment și rumeguș, sau din lut ars, hârtie presată sau material sintetic, având 5-8 cm înălțime și 16-22 cm diametru. Cuiburile trebuie să fie deparatizate cu prafuri insecticide (hexacloran, heclotox, etc) și căptușite cu un așternut de paie, fân sau măturică. Cuiburile astfel pregătite pot fi ocupate de perechile de porumbei de prăsilă.